# Антродоко
Антродоко (итал. Antrodoco) је насеље у Италији у округу Ријети, региону Лацио.
Према процени из 2011. у насељу је живело 2517 становника. Насеље се налази на надморској висини од 477 м.

## Становништво
Према резултатима пописа становништва 2011. у општини је живело 2.704 становника.
| 1931. | 1936. | 1951. | 1961. | 1971. | 1981. | 1991. | 2001. | 2011. |
| ----- | ----- | ----- | ----- | ----- | ----- | ----- | ----- | ----- |
| 4.819 | 4.912 | 4.782 | 4.165 | 3.230 | 3.028 | 3.011 | 2.845 | 2.704 |